# 80000 (عدد)
80000 (ثمانون آلف) هو عدد صحيح. يلي العدد 19999 ويسبق العدد 80001 وهو عدد طبيعي.
الثمانون ألف الواحدة تساوي ثمانون ألف.

## في الرياضيات
- حسب نظام العد العشري في الرياضيات، يمكن كتابة العدد ثمانون آلف على النحو التالي:
- 80,000 — ثمانية متبوعًا بأربعة أصفار.
- 8 × 104 — ثمانية في عشرة مرفوعة لأس أربعة.